# Porphyrinia murati
Porphyrinia murati là một loài bướm đêm trong họ Noctuidae.